# Люстих, Яков
Яков Люсти́х (ок. 1790—1825) — русский артист балета, балетмейстер. Первый муж знаменитой балерины А. А. Лихутиной (о которой А. С. Пушкин написал в «Евгении Онегине»: «Одна Лихутина мила»).

## Биография
Ученик К. Дидло. В 1806, окончив Петербургскую театральную школу, дебютировал в партии Зефира («Зефир и Флора» Катерино Кавоса) в Петербургском императорском театре. В 1807—1811 уехал совершенствоваться в балете в Париже у Ж. Ф. Кулона. Вернувшись в Петербург на императорскую сцену, сразу занял амплуа первого танцовщика: Аполлон («Гений благости», 1814), Зефир («Марс и Венера», 1815 — оба балета балетмейстеры И. И. Вальберх и Огюст), князь Полидор («Амазонка», 1815) и маркиз Гросслен («Генрих IV», 1816 — обе постановки балетмейстера Вальберха).
Выступал в ведущих партиях балетов, поставленных балетмейстером Дидло: «Ацис и Галатея» Кавоса (роль — Аполлон, 1816), «Карл и Лизбетта» Хорна, «Хензи и Тао» Антонолини, граф Герард («Неожиданное возвращение, или Вечер в саду», 1816), Граф («Молодая молочница, или Нисетта и Лука», 1817), Надир («Калиф Багдадский, или Приключение молодости Гарун-аль-Рашида», 1817), Рока («Кора и Алонзо», 1820), Ренод («Роланд и Моргана», 1821), партии Венгерского дворянина в балете «Венгерская хижина, или Знаменитые изгнанники», Придворного господина «Рауль де Креки, или Возвращение из крестовых походов», Воин двора Миноса («Тезей и Ариана», 1817), Воин двора Адмета («Альцеста», 1821) и др.
Энциклопедия «Русский балет» отмечает: «Танец Л. отличался сочетанием благородства и величия с виртуозностью».
В качестве балетмейстера в 1813 поставил «Смирнский базар», в 1819 — танцы в опере Спонтини «Весталка». Для своих бенефисов сочинял исторические представления-балеты: «Африканский лев, или Геройство матери» (1818), «Гонзальв Кордуанский, или Покорение Гренады» (1820), и мн. др.
Преподавал танцы в Петербургском театральном училище. Среди учеников Н. О. Гольц.
Имя Якова Люстиха навсегда вошло в историю русского балета.